# Keith Boykin
Keith Boykin é produtor de TV e cinema, comentarista político nacional, autor e ex-assessor da Casa Branca do presidente Bill Clinton. Ele tornou isso público em suas memórias de 2022, Desistir: por que deixei meu emprego para viver uma vida de liberdade.

## Biografia
Boykin foi criado em St. Louis, Missouri, e mais tarde frequentou a Countryside High School em Clearwater, Flórida.
Durante seu tempo em St. Louis, Boykin residia principalmente no subúrbio predominantemente branco de Florissant . Logo no início, ele desenvolveu um interesse em governo e liderança. Ele participou do governo estudantil e de vários esportes, incluindo atletismo e luta livre.
Aos quinze anos, Boykin mudou-se para a Flórida com seu pai, William O. Boykin, que se mudou para o estado para abrir um negócio de produtos de beleza. Apesar da mudança, Keith se tornou o presidente do grêmio estudantil de sua escola, bem como o editor do jornal da escola. Ele também foi um premiado debatedor e atleta de atletismo do time do colégio.
Keith se matriculou no Dartmouth College em 1983. Em 1984, ele recebeu o Prêmio William S. Churchill de calouro excepcional. Então, em 1987, ele ganhou a Copa Barrett para o membro mais distinto da turma de formandos.
Depois de se formar em Dartmouth, Boykin trabalhou para a campanha presidencial de Michael Dukakis de junho de 1987 a novembro de 1988. Depois de trabalhar para essa campanha, ele começou seus estudos na Harvard Law School em 1989. Enquanto estava em Harvard, ele editou o jornal Civil Rights-Civil Liberties Law Review. Ele também participou da The Coalition for Civil Rights, um grupo de estudantes dedicado a diversificar o corpo docente da faculdade de direito. Enquanto membro desse grupo, ele se juntou a outros dez alunos em um processo de discriminação racial contra a faculdade de direito.

## Carreira
Depois de se formar em Harvard em 1992, Boykin começou a trabalhar em um escritório de advocacia de São Francisco, onde havia estagiado anteriormente. No entanto, ele deixou esse cargo para trabalhar para a campanha presidencial de Bill Clinton como Diretor de Imprensa do Centro-Oeste.
Após a vitória de Bill Clinton em 1993, Boykin ingressou na Casa Branca de Clinton como assistente especial do presidente. Ele também atuou como Diretor de Análise de Notícias. Depois de algum tempo nessa função, foi promovido a Diretor de Mídia Especial.
Em abril de 1993, Boykin ajudou a organizar o primeiro encontro entre um presidente interino dos Estados Unidos e representantes da comunidade LGBTQ. Essa reunião incluiu 8 membros de três organizações LGBTQ: a Força- Tarefa Nacional de Gays e Lésbicas, o fórum de Liderança Gay e Lésbica Negra e o Comitê March on Washington.
Boykin deixou seu cargo na Casa Branca em janeiro de 1995 para escrever seu primeiro livro, One More River to Cross: Black and Gay in America, que detalhou os fardos especiais que os negros LGBTQ experimentam. Mais tarde, ele escreveria Beyond the Down Low: Sex, Lies, and Denial in Black America. Beyond the Down Low foi um best-seller do New York Times.
No final de 1995, Boykin tornou-se o diretor executivo do National Black Gay and Lesbian Forum, uma organização nacional sem fins lucrativos dedicada à elevação de negros gays e lésbicas. Em Quitting, Boykin descreve seu tempo na organização como uma importante experiência profissional. Ele escreve: “nós organizamos um contingente histórico na Marcha do Milhão de Homens, realizamos 3 conferências nacionais, abrimos um escritório na capital do país, contratamos uma pequena equipe e organizamos eventos comunitários populares em Washington.”
Boykin falou na Marcha do Milênio em Washington pelos direitos LGBTQIA em 2000.
De 1999 a 2001, Boykin ensinou Ciência Política como professor adjunto na American University em Washington, DC Em 2001, Boykin deixou a American University para se mudar para a cidade de Nova York, onde co-fundou a National Black Justice Coalition em 2003. De acordo com o site do NBJC, a missão da organização é “acabar com o racismo, a homofobia e o preconceito e estigma LGBTQ/SGL”
Em 2004, Keith Boykin e seu parceiro na época, Nathan Hale Williams, fizeram história na televisão como o primeiro casal gay abertamente negro a aparecer em um reality show.
Em 2005, o ministro Louis Farrakhan convidou Keith para falar durante a comemoração do décimo aniversário da Million Man March. No último minuto, porém, o convite foi rescindido sem uma explicação clara. Um dos líderes da Marcha, o reverenciado Willie F. Wilson, se opôs à presença de Boykin.
Em fevereiro de 2006, Boykin tornou-se co-apresentador da série de TV "My Two Cents" no canal BET J. My Two Cents foi promovido como um programa de “eventos urbanos atuais” que explorava questões atuais relevantes para o público negro.
De 2008 a 2016, Boykin atuou como colaborador da CNBC. De janeiro de 2017 até janeiro de 2022, Boykin atuou como colaborador da CNN. Ele apareceu em vários outros canais de notícias, como VH1, BET, MSNBC, Fox News, NPR.
Além disso, Boykin fez aparições em vários outros programas de televisão, como The Montel Williams Show, The Dennis Miller Show, The Tom Joyner Morning Show, Tony Brown's Journal e Anderson Cooper 360. Ele também apareceu na capa de várias publicações, incluindo A&U, Out e The Advocate, e foi selecionado como um dos "Out 100" da Out Magazine em 2004. Ele também apareceu ou foi citado em artigos no The New York Times, The Washington Post, USA Today, VIBE e Jet.
Keith estrelou o reality show da Showtime "American Candidate" em 2004, trabalhou como produtor associado do filme "Dirty Laundry" de 2006 e apareceu em "Being Mary Jane" da BET em 2014.
Algumas das publicações para as quais ele escreveu incluem The New York Times, The Washington Post, The Village Voice, San Francisco Chronicle, St. Petersburg Times, The Advocate, Black Issues Book Review e The Crisis. Sua coluna sindicalizada apareceu em vários jornais de todo o país, incluindo The New York Blade, Washington Blade, Southern Voice e Houston Voice.

## Vida pessoal
O tataravô de Boykin, John H. Dickerson, serviu como grão-mestre dos maçons de cor da Flórida de 1889 até 1916. Ele também foi o presidente da Convenção do Estado da Flórida de 1912. O bisavô de Boykin, Horatio Dickerson, serviu em uma infantaria militar totalmente negra conhecida como Harlem Hellfighters (O 369º Regimento de Infantaria, originalmente formado como o 15º Regimento da Guarda Nacional de Nova York ) de 1917 a 1919. O avô de Boykin, John H. Dickerson, Sr., serviu como diretor da Campbell Street Elementary School em Daytona Beach, Flórida.
Em 1996, Boykin revelou sua orientação sexual no livro One More River to Cross: Black & Gay in America .
Em 2006, Boykin ganhou uma medalha de ouro no wrestling nos Jogos Gays de 2006.
Boykin conheceu seu pai biológico, John Dickerson, um químico do Miami-Dade Pollution Center, em 2015.
Após a morte do líder cubano Fidel Castro em dezembro de 2016, Boykin compareceu ao cortejo fúnebre de Castro em Santiago de Cuba com seu parceiro cubano e observou os restos mortais do líder passarem pela Plaza de Marte.
Em 2022, Boykin mudou-se para Los Angeles, mas também manteve sua residência na cidade de Nova York . Ele tem dois afilhados que considera seus 'filhos'.

## Trabalhos publicados
- "One More River to Cross: Black & Gay in America", Anchor Publisher, 1996,ISBN 978-0385479837
- "Respeitando a alma: reflexões diárias para lésbicas e gays negros", Avon Books, 1º de abril de 1999,ISBN 0380800217
- " Beyond the Down Low: Sex, Lies, and Denial in Black America ", Carroll &amp; Graf, 13 de dezembro de 2004,ISBN 0786714344 [29]
- "Para meninos de cor que consideraram o suicídio quando o arco-íris ainda não é suficiente", Magnus Books, 28 de agosto de 2012,ISBN 1936833158
- “ Race Against Time: The Politics of a Darkening America ”, Bold Type Books, 14 de setembro de 2022,ISBN 978-1645037262
- “ Desistir: Por que deixei meu emprego para viver uma vida de liberdade ,” Scribd Originals, 12 de outubro de 2025,ISBN 978-1094451107